# کالدول، نیوجرسی
کالدول (به انگلیسی: Caldwell) شهری در ایالت نیوجرسی کشور ایالات متحده آمریکا است که جمعیت آن در سرشماری سال ۲۰۱۰ میلادی، ۷٬۸۲۲ نفر بوده‌است.